# Český strakatý pes
Der Český strakatý pes (tschechisch für Tschechischer gescheckter/gefleckter Hund), kurz Strakáč (tschechisch für Gescheckter), ist eine nicht von der FCI anerkannte Hunderasse aus Tschechien. Sie wird von der Českomoravská kynologická unie (ČMKU) anerkannt, die Tschechien in der FCI vertritt und von dieser in FCI-Gruppe 9, Sektion 10 eingeordnet. Die Züchter des Český strakatý pes sind im Klub Chovatelů Málopočetných plemen psů und im Spolek českého strakatého psa organisiert.

## Geschichte
Die Rasse entstand ab 1954 in den Laboratorien der tschechischen Akademie der Wissenschaften, im Institut für Physiologie. František Horák brauchte Laborhunde, konnte sich jedoch keine Beagle-Laborzucht leisten und züchtete mit Straßenhunden. Der Anfang der Zucht bestand in einem hängeohrigen Schäferhund und einem dreifarbig gefleckten foxterrierartigen Hund. Später wurde ein Deutsch Kurzhaar eingekreuzt, der die braune Farbe einbrachte. Bei der Zucht der Laborhunde spielte unter anderem das Wesen der Hunde eine Rolle. Zuchtziel war ein einheitliches Wesen, die Hunde sollten ruhig und freundlich sein.
1960 wurde die Rasse unter dem Namen Horákův laboratorní pes (Horakscher Laborhund) in Tschechien registriert, 1961 erstmals ausgestellt. In den 1980er Jahren wurden die Forschungen eingestellt und die Hunde sollten dem Zuchtverband unterstellt werden. Als nach langen Verhandlungen 1991 der erste Wurf außerhalb der Zuchtstation eingetragen wurde, waren kaum noch Zuchttiere vorhanden und die Rasse wurde neu aufgebaut. Dabei wurden Hunde unbekannter Herkunft und ein Kleiner Münsterländer eingekreuzt.
Der erste Rassestandard, erarbeitet von František Horák, stammt vom Januar 1994, der aktuelle Standard von 2008.

## Aussehen
Der Český strakatý pes ist ein mittelgroßer Hund. Rüden sollen eine Widerristhöhe von 45 bis 53 cm haben, Hündinnen sind mit 43 bis 51 cm etwas kleiner. Der Körper ist etwas länger als hoch (Verhältnis etwa 110–120 %). Die Brust soll etwa halbe Widerristhöhe haben.
Es gibt den Strakáč in vier dreifarbigen Fellvarianten: schwarz-braun mit weiß oder braun-hellbraun mit weiß jeweils lang- oder kurzhaarig.

## Wesen
Eva-Maria Krämer beschreibt den Strakáč als „anpassungsfähig und vielseitig, temperamentvoll, arbeitsfreudig und gelehrig. Ein angenehmer Hund für Anfänger, freundlich und leicht zu erziehen, wachsam, aber nicht aggressiv, und sozialverträglich.“